# Ceyda Ateş
Ceyda Ateş (* 14. Oktober 1988 in Ankara) ist eine türkische Schauspielerin.

## Leben und Karriere
Ateş wurde am 14. Oktober 1988 in Ankara geboren. Sie begann im Alter von fünf Jahren mit der Schauspielerei. Danach gewann sie einen Schönheitswettbewerb für Kinder. 2003 spielte Ateş in der Serie Gurbet Kadını mit. Außerdem bekam sie Rollen in Aşk Oyunu und Hayat Bilgisi. 2007 wurde sie für den Film Çılgın Dersane gecastet. Anschließend trat sie in Doludizgin Yıllar auf. 2010 spielte Ateş in Kavak Yelleri mit. Unter anderem bekam sie 2019 eine Rolle in Çocuk.

## Filmografie (Auswahl)
- 1995: Çiçek Taksi
- 1997: Küçük Ibo
- 1998: Üvey Baba
- 2000: Hayat Bağları
- 2002: Yarim Elma
- 2003: Gurbet Kadini
- 2004: Cennet Mahallesi
- 2006: Ahh Istanbul
- 2006: Karagümrük Yaniyor
- 2007: Yalan Dünya
- 2008: Aşk Oyunu
- 2009: Elveda Rumeli
- 2010: Kavak Yelleri
- 2010: Yer Gök Aşk
- 2011–2012: Adini Feriha Koydum
- 2013: Firuze
- 2014–2015: Yılanlarin Öçü
- 2019–2020: Çocuk